# Torneo Nacional de Boxeo Playa Girón 1967
Das Torneo Nacional de Boxeo Playa Girón 1967 wurde vom 6. bis zum 15. November sowie vom 25. November bis zum 1. Dezember 1967 in Havanna und Camagüey ausgetragen und war die sechste Austragung der nationalen kubanischen Meisterschaften im Amateurboxen.

## Medaillengewinner
Die Meistertitel wurden in elf Gewichtsklassen vergeben.
| Gewichtsklasse                  | Gold                | Silber            | Bronze             |
| ------------------------------- | ------------------- | ----------------- | ------------------ |
| Halbfliegengewicht (bis 48 kg)  | Rafael Carbonell    | Jesús García      | Aurelio Campanioni |
| Fliegengewicht (bis 51 kg)      | Orlando Martínez    | Diosdado Ramos    |                    |
| Bantamgewicht (bis 54 kg)       | Manuel Torres       | Luis Garmury      | Raúl Hernández     |
| Federgewicht (bis 57 kg)        | Francisco Oduardo   | Osvaldo Riverí    |                    |
| Leichtgewicht (bis 60 kg)       | Enrique Regüeiferos | Roberto M. Chappó | Ignacio Hita       |
| Halbweltergewicht (bis 63,5 kg) | Félix Betancourt    | Lázaro Alfonso    |                    |
| Weltergewicht (bis 67 kg)       | Marcos A. Santana   | Felipe Castillo   |                    |
| Halbmittelgewicht (bis 71 kg)   | Juan L. Martínez    | Orlando Galindo   | Rolando Garbey     |
| Mittelgewicht (bis 75 kg)       | Marcelino Buides    | ?                 |                    |
| Halbschwergewicht (bis 81 kg)   | Gregorio Aldama     | Domingo Alfonso   |                    |
| Schwergewicht (über 81 kg)      | Francisco Martínez  | ?                 |                    |